# Caria melicerta
Caria melicerta är en fjärilsart som beskrevs av William Schaus 1890. Caria melicerta ingår i släktet Caria och familjen Riodinidae. Inga underarter finns listade i Catalogue of Life.